# Sendero de conexión Independencias
El Sendero de conexión Independencias es un sistema de transporte público tipo escalera mecánica ubicado al aire libre en el barrio Las Independencias, sector de la comuna 13 - San Javier de Medellín, Antioquia, Colombia. Está conformado por dos tramos denominados Sendero Independencias I y Sendero de conexión Independencias II, que fueron construidos para mejorar la movilidad peatonal en una zona de fuerte pendiente topográfica, históricamente marginada, con limitada accesibilidad y altos índices de violencia. Ambos tramos están integrados funcionalmente al Sistema Integrado de Transporte del Valle de Aburrá —SITVA—, aunque no están sujetos a recaudo tarifario.
El sistema fue concebido como una alternativa a las largas y empinadas escalinatas que debían transitar los habitantes del sector para conectarse con el resto de la ciudad. Se ha constituido en una solución emblemática de urbanismo social y ha ganado reconocimiento nacional e internacional por su impacto en la mejora de la calidad de vida, la seguridad, el acceso a servicios y la transformación simbólica del territorio.

## Historia
El proyecto fue formulado por la Empresa de Desarrollo Urbano de Medellín —EDU— a partir de 2008, como parte de una política pública de inclusión urbana impulsada por la Alcaldía de Medellín. Tras varios estudios técnicos y sociales, se decidió intervenir el sector de Las Independencias I, un barrio de difícil acceso habitado por cerca de 12 000 personas, donde la pendiente alcanzaba una elevación de 384 metros distribuidos en más de 350 escalones. El objetivo era reemplazar los tramos más exigentes por escaleras eléctricas al aire libre, accesibles y gratuitas.
El primer tramo, conocido como Sendero Independencias I, fue inaugurado el 25 de diciembre de 2011 por el entonces alcalde Alonso Salazar. El segundo tramo, Sendero Independencias II, inició intervención en 2020 y conecta con el Viaducto Media Ladera, beneficiando a más de 14 000 personas. En diciembre de 2021, la EDU informó que las obras superaron el 70 % de ejecución, generando 412 empleos (210 mano de obra local) e incorporando 1 700 m² de espacio público y 385 m² de zonas verdes, con entrega prevista en el segundo trimestre de 2022.

## Características técnicas
El Sendero Independencias I está construido como un sistema escalonado al aire libre, compuesto por seis tramos dobles de escaleras eléctricas que reemplazan 350 escalones de concreto, superando pendientes superiores a 45°. La longitud total del recorrido cubierto es de 384 metros, conectando plataformas intermedias con miradores, senderos peatonales, áreas verdes y mobiliario urbano organizado en dos edificios públicos y zonas de encuentro.
La infraestructura incluye techos livianos de policarbonato, iluminación, señalización, videovigilancia, cámaras de seguridad y accesibilidad universal. Fue diseñada por la firma japonesa Fujitec y financiada con recursos públicos por un valor aproximado de 12 000 millones de pesos colombianos (cerca de 4 millones de dólares). Su velocidad de operación es de 0,3 metros por segundo y funciona diariamente en horario diurno.
El proyecto Independencias II añadió 23 tramos adicionales de escaleras, zonas de juegos infantiles, gimnasio al aire libre y espacio peatonal. En 2020, cinco artistas locales ganaron una convocatoria para intervenir los mosaicos decorativos del sendero, promoviendo una nueva narrativa simbólica del territorio.
A continuación se presenta una tabla comparativa con las principales características técnicas de ambos senderos:
| Característica                           | Sendero Independencias I                                   | Sendero Independencias II                                         |
| ---------------------------------------- | ---------------------------------------------------------- | ----------------------------------------------------------------- |
| Longitud total                           | 384 metros                                                 | Aproximadamente 1.000 metros (sumando todos los tramos)           |
| Número de tramos de escaleras eléctricas | 6                                                          | 23                                                                |
| Pendiente cubierta                       | 45° aproximadamente                                        | Variable (tramos con pendientes altas)                            |
| Desnivel cubierto                        | 384 metros                                                 | Similar, con conexión al Viaducto Media Ladera                    |
| Año de inauguración                      | 2011                                                       | 2022 (finalización)                                               |
| Número de beneficiarios                  | 12.000 personas                                            | Más de 14.000 personas                                            |
| Elementos adicionales                    | Miradores, zonas verdes, iluminación, cámaras de seguridad | Juegos infantiles, gimnasio al aire libre, arte urbano y mosaicos |
| Velocidad de operación                   | 0,3 m/s                                                    | 0,3 m/s                                                           |
| Horario de operación                     | Diurno (sin recaudo)                                       | Diurno (sin recaudo)                                              |
| Energía alternativa                      | Paneles solares (desde 2022)                               | Paneles solares (desde 2022)                                      |

## Integración urbana e impacto social
Los senderos de conexión Independencias forman parte del Proyecto Urbano Integral (PUI) de la comuna 13 - San Javier, liderado por la Empresa de Desarrollo Urbano de Medellín —EDU— y articulado con programas sociales del gobierno local. Su ejecución busca transformar sectores históricamente excluidos mediante una visión integral de mejora urbana, social y económica.
Ambos senderos están acompañados por equipamiento urbano como senderos peatonales, zonas verdes, iluminación, mobiliario, cámaras de seguridad, espacios recreativos y miradores. Se integran con infraestructuras cercanas como el Parque Biblioteca San Javier, centros educativos, unidades deportivas y los Centros de Desarrollo Zonal —CEDEZO—, que promueven el emprendimiento y el acceso a servicios empresariales en territorios de alta vulnerabilidad.
La implementación ha mejorado la conectividad de aproximadamente 14 000 a 20 000 residentes de barrios como Independencias I y II, reduciendo varios minutos de desplazamiento en condiciones de alta pendiente. También ha facilitado el acceso al empleo, la educación y la salud, especialmente para personas mayores y con movilidad reducida.
El componente comunitario ha sido relevante: desde la planificación hasta la ejecución se realizaron talleres participativos y convocatorias culturales con colectivos locales, fortaleciendo el sentido de apropiación del espacio y contribuyendo a resignificar el territorio.
Este enfoque ha permitido superar la percepción de violencia urbana y violencia territorial que afectaba al barrio. Las obras, junto con el desarrollo cultural y turístico, han elevado la visibilidad de la comuna como ejemplo de urbanismo social y resistencia.

## Cultura, turismo y percepción
Los senderos de conexión Independencias y su entorno inmediato se han consolidado como un emblema de transformación cultural y territorial en Medellín. Desde su construcción, esta infraestructura ha superado su función como corredor de movilidad para convertirse en epicentro de procesos de resignificación simbólica, apropiación ciudadana, turismo comunitario y dinamización económica local. Estos fenómenos convergen en torno al arte urbano, las memorias del conflicto armado y las estrategias de integración barrial impulsadas por actores sociales, colectivos culturales e instituciones públicas.
Las siguientes subsecciones desarrollan los principales aspectos culturales, turísticos y de percepción ciudadana que giran en torno al proyecto, desde las intervenciones artísticas que dan forma al Graffitour, hasta el impacto económico del turismo, los debates sobre memoria e identidad, y las acciones de mantenimiento e innovación tecnológica que han fortalecido la sostenibilidad del espacio.

### Transformación simbólica y arte urbano
Los senderos de conexión Independencias se han convertido en un referente de transformación simbólica y cultural en Medellín. Más allá de su función como infraestructura de movilidad, representan un ícono de resistencia, resignificación territorial y arte urbano en una zona que durante años fue asociada con violencia e inseguridad. 
Desde su implementación, estos senderos han sido intervenidos con murales, graffitis, esculturas y performances que narran la memoria colectiva del barrio. Proyectos como el Graffitour son guiados por artistas locales como «el Perro» y «Jeihhco», quienes utilizan el arte como herramienta pedagógica y testimonial del proceso de cambio.

### Economía local y turismo comunitario
El Graffitour recibe a más de 7 000 visitantes cada mes, entre locales y extranjeros, quienes recorren murales, escaleras eléctricas y espacios de memoria, generando ingresos para la economía local y visibilidad internacional del proyecto.
El turismo artístico y comunitario ha dinamizado la economía local, generando ingresos a través de servicios de guía cultural, artesanías, gastronomía tradicional y experiencias participativas. Gran parte de esta oferta sale de iniciativas como Casa Kolacho, que integran hip hop, muralismo y educación popular.
El sendero de conexión Independencias, junto con los murales de la Comuna 13 - San Javier y el viaducto Media Ladera, se ha consolidado como uno de los principales atractivos turísticos de Medellín. Este conjunto de infraestructura urbana y expresiones artísticas comunitarias ha sido integrado dentro de las rutas oficiales de turismo comunitario promovidas por la administración municipal y el sector privado.
La ruta del Graffitour, en particular, recibe mensualmente a más de 7 000 visitantes entre locales y extranjeros, quienes recorren las escaleras eléctricas, los murales del barrio y los puntos de memoria histórica del sector. Se calcula que entre 6 000 y 8 000 personas visitan semanalmente el sector, generando más de 30 000 visitas al mes.

### Tensiones del turismo de memoria
El turismo hacia la Comuna 13 - San Javier ha sido enmarcado por algunos analistas como una «apertura a los turistas de memoria histórica», en la que los recorridos se construyen sobre experiencias colectivas aún en proceso de sanación. En un artículo de El País (Colombia), publicado en marzo de 2023, se destaca que, si bien el turismo comunitario ha generado oportunidades económicas y simboliza la transformación de un territorio antes estigmatizado por la violencia, también plantea desafíos en torno a la comercialización de la memoria, el equilibrio territorial y la sostenibilidad del modelo. «Lo que se ofrece es la memoria, aún en reconstrucción, envuelta en tensiones», señala la crónica.
Este flujo turístico ha promovido emprendimientos comunitarios en ámbitos como gastronomía, venta de artesanías y servicios culturales. También se han implementado acciones institucionales para mejorar la experiencia turística, como iluminación, señalética, seguridad y accesos peatonales, con el fin de equilibrar el flujo de visitantes y la vida comunitaria en la Comuna 13 - San Javier.

### Proyección turística
El reconocimiento de la Comuna 13 - San Javier como destino cultural ha aumentado tras la ampliación del viaducto Media Ladera, que extiende el recorrido turístico cultural en aproximadamente 102 m, conectando a más barrios y fortaleciendo la integración a la ruta del arte.
Finalmente, el Graffitour ha sido reconocido por medios y plataformas internacionales. En 2024 fue incluido en las top 15 experiencias turísticas mundiales según TripAdvisor «Best of the Best» (lo mejor de lo mejor), reflejando el valor cultural y transformador del proyecto.
En 2022 Medellín recibió más de 1 400 000 visitantes y superó ampliamente la meta proyectada, consolidando el año como histórico en turismo. Aunque no se detallan cifras específicas por comuna, estas cifras avalan la proyección de visitantes que acuden a la Comuna 13 - San Javier como uno de los sectores más visitados de la ciudad.

## Mejoras técnicas
En julio de 2023, Terminales Medellín concluyó un mantenimiento preventivo integral de las escaleras eléctricas del Sendero Independencias, que benefició directamente a más de 12 000 habitantes del sector. El programa incluyó limpieza de techos y canales, reparación de filtraciones, cambio de 180 luminarias y revisión de sistemas eléctricos, todo con una inversión superior a 25 000 000 COP.
Con posterioridad, en marzo de 2023, se intervinieron los tramos tres y cuatro tras detectar grietas en la banda y funcionamiento irregular del motor. La inversión estimada fue de 260 000 000 COP, y la reparación se completó en menos de una semana, minimizando el impacto a los cerca de 25 000 usuarios mensuales afectados.
El sistema también incorpora energía renovable: desde marzo de 2022 funciona con 56 paneles solares que proporcionan aproximadamente el 21 % de la energía utilizada por las escaleras y la iluminación, reduciendo las emisiones de dióxido de carbono (CO₂) en 6,95 toneladas al año.

## Conexiones con el SITVA
Aunque no forman parte de un modo de transporte mecanizado tradicional, los Senderos de conexión Independencias están integrados funcionalmente a la red del Sistema Integrado de Transporte del Valle de Aburrá —SITVA— como infraestructura de conectividad peatonal en zonas de difícil acceso. Su función es facilitar la accesibilidad en sectores de ladera mediante corredores públicos adaptados al tránsito peatonal, articulando la movilidad urbana con criterios de inclusión y equidad territorial.
Estos senderos confluyen en su tramo superior con la estación San Javier, punto estratégico de intercambio entre la línea B del metro (que conecta el occidente con el centro de Medellín) y la línea J del Metrocable, que presta servicio a las comunas de ladera en el occidente alto de la ciudad. Esta conexión facilita la integración vertical entre sectores elevados y el sistema masivo de transporte.
En los niveles inferiores del barrio, los senderos se enlazan con varias rutas alimentadoras de buses del SITVA, que operan mediante microbuses o buses tipo padrón en la cuenca 3, correspondiente a la zona occidental de Medellín. Estas rutas permiten la circulación entre los barrios adyacentes y el nodo intermodal de San Javier, complementando el acceso a la red troncal férrea y a los teleféricos urbanos.
La articulación de los senderos con las estaciones del metro, las líneas de Metrocable y el sistema de rutas alimentadoras los convierte en un componente clave de la movilidad integrada en sectores con restricciones topográficas, favoreciendo el tránsito seguro, la intermodalidad y la transformación urbana de la Comuna 13 - San Javier.

## Reconocimiento internacional
El proyecto de las escaleras eléctricas de la Comuna 13 - San Javier ha sido destacado internacionalmente como un modelo de urbanismo social e innovación. Medios como CNN lo calificaron como una solución extraordinaria que transformó profundamente la movilidad y la convivencia en un barrio históricamente peligroso, enfatizando su cometido en la construcción de paz y orgullo comunitario en Medellín.
BBC Mundo lo describió como una «escalera al cielo» en zonas populares y marginales, señalando que reemplazó un ascenso de 350 escalones por un sistema mecánico de 384 metros que reduce el trayecto a menos de seis minutos, beneficiando especialmente a personas mayores y con movilidad limitada.
La prensa internacional —incluidos medios como Associated Press, Washington Post, CBS, MSNBC, Daily Mirror y la propia BBC— resaltó el proyecto como una innovación urbana sin precedentes que cambió la imagen global de Medellín.
A nivel institucional, las escaleras fueron consideradas en la postulación de Medellín como «Ciudad Innovadora del Mundo», y han sido referenciadas por el Banco Interamericano de Desarrollo y presentadas en escenarios como el Foro Urbano Mundial, por su impacto en equidad, acceso y transformación social.

## Críticas
A pesar de las virtudes reconocidas, los Senderos de conexión Independencias también han sido objeto de críticas desde distintas perspectivas.
En febrero de 2023, varios medios denunciaron que al menos tres tramos —los número tres y cuatro— permanecían fuera de servicio por reparaciones, lo que generó incomodidad y denuncias de comerciantes y guías turísticos. Según miembros de la comunidad, el uso intensivo (hasta 90 000 usuarios mensuales, frente a una capacidad diseñada para 12 000) habría acelerado el deterioro de los equipos. Terminales Medellín y la Alcaldía fueron cuestionadas por la falta de respuesta puntual y demora en la llegada de repuestos.
Investigaciones académicas también señalan preocupaciones sobre la función real de los senderos. Un estudio señala que el impacto del proyecto fue mayor en la imagen internacional de Medellín que en la movilidad cotidiana de los habitantes, y que muchos residentes expresan incomodidad por la turistificación del barrio. El fenómeno del «orgullo urbano» no ha sido homogéneo en la comunidad.
En el mismo sentido, estudios sobre la marca urbana de Medellín advierten que el éxito turístico ha derivado en procesos de mercantilización de la memoria y desplazamiento de significados comunitarios, en los cuales se prioriza la experiencia visual del visitante por encima de la experiencia social de los habitantes.
Desde el periodismo local también se han recogido voces comunitarias que piden mayor regulación del turismo informal, redistribución más justa de los ingresos económicos derivados de las visitas y continuidad en los programas de mantenimiento ante el aumento sostenido del flujo de personas en el sector.